# Tiago Henrique Damil Gomes
Tiago Henrique Damil Gomes (nascut el 29 de juliol de 1986) és un futbolista professional portuguès que juga de lateral esquerre al FC Alverca.

## Carrera de club
Gomes va néixer a Oeiras, districte de Lisboa. Producte dels juvenils del SL Benfica, va passar les seves dues primeres temporades com a professional cedit, i només va jugar amb el seu club matriu durant la pretemporada 2006-07 al CF Estrela da Amadora, a la Primeira Liga, on va jugar amb el seu homònim. Tiago Filipe Figueiras Gomes, i els següents al Zagłębie Lubin de Polònia.
L'agost de 2008, Gomes va fitxar pel CA Osasuna sense cost de traspàs tot i que no va fer aparicions competitives per als navarresos en la seva única temporada. En el mateix període de l'any següent es va incorporar a un altre equip de Lisboa, el CF Os Belenenses, on tampoc va aconseguir ser la primera opció i va patir el descens al final de la campanya.

## Internacional
El 7 de novembre de 2014, Gomes va ser convocat pel nou entrenador de Portugal, Fernando Santos, per a un partit de classificació per a la UEFA Euro 2016 contra Armènia i un amistós amb l'Argentina. Va debutar en aquest últim, titular però deixant-se lesionat després de 51 minuts en una eventual victòria per 1-0 a Old Trafford.